# Belisana apo
Belisana apo là một loài nhện trong họ Pholcidae. Loài này được phát hiện ở Filipijnen.